# Elias Ashmole
Elias Ashmole (Lichfield, 23. svibnja 1617. – South Lambeth, 18. svibnja 1692.), engleski političar, staretinar, kolekcionar, astrolog, alkemičar i polihistor. Za građanskog rata pristao je uz rojaliste zbog čega ga je kralj Karlo II. (1660. – 1685.) nagradio unosnim službama.
Bio je jedan od osnivača Kraljevskog društva (1662.), te jedan od prvih pripadnika tajnog društva Slobodnih zidara u Engleskoj. Svoju bogatu zbirku starih rukopisa ostavio je Oxfordskom sveučilištu koje je utemeljilo Ashmoleov muzej.

## Životopis
Rodio se u Lichfieldu u nekoć uglednoj obitelji. Otac Simon bio je trgovac sedlima, ali je često sudjelovao u ratovima u Irskoj i u Europi. Majka Anne Bowyer bila je u robinskoj vezi s barunom Jamesom Pagitom. Elias je završio školu u rodnom mjestu.
Godine 1633. otišao je s Pagitovim sinovima u London, gdje je uz pomoć njihova oca, pet godina kasnije, postao odvjetnik. Godine 1638. oženio se plemkinjom Eleanorom Mainwaring koja je preminula svega tri godine kasnije.
Tijekom građanskog rata, 1642. godine, pristao je uz kralja i povukao se iz Londona u Cheshire, ali ga je kralj uskoro pozvao u službu u rodni Lichfield. Tijekom boravka u Oxfordu upoznao je sir Georga Whartona uz kojeg se počeo zanimati za astrologiju i alkemiju. Upisao se na Brasenose College gdje je studirao fiziku i matematiku, ali već se krajem godine morao preseliti u Worcester gdje je primio službu. Kada se u srpnju 1646. Worcester predao parlamentarnim snagama, povukao se u Chesire.
U studenom iste godine otputovao je u London gdje se počeo kretati u astrološkim krugovima, gdje je upoznao Williama Lillya i Bookera. U to vrijeme bio je iniciran u masonski red. Godine 1647. ponovno se oženio, ovoga puta dvadeset godina starijom lady Mary Mainwaring, dalekom svojtom svoje majke. Osiguravši imovinsku stabilnost predao se izučavanju astrologije, alkemije i botanike.
Godine 1650. publicirao je alkemijski rad dr. Johna Deeja i još jedan uradak iste tematike, da bi dvije godine kasnije izdao svoje prvo djelo Theatrum Chemicum, zbirku antičkih rasprava o alkemiji pisanih u obliku poeme.
Godine 1650. upoznao se s postarijim Williamon Backhouseom, vlasnikom kurije Swallowfeld, koji mu je obećao da će mu prije smti otkriti najvišu tajnu alkemije, materiju kamena mudraca. U svibnju 1653. Ashmole je zapisao:
| » | Moj "otac" Backhouse, ležeći bolestan u Fleet Steetu preko puta crkve sv. Dunstana, i ne znajući hoće li živjeti ili umrijeti, oko jedanaest sati, rekao mi je u slogovima pravu materiju kamena mudraca koju mi je predao u baštinu. | « |
|   | |   |

Nakon restauracije, kralj Karlo II. ga je nagradio službom kraljevskog heraldičara. U to vrijeme studirao je hebrejski, graviranje i heraldiku, a sve manje se zanimao za astrologiju, alkemiju i magiju. Nakon što mu je 1668. godine umrla supruga oženio se mlađom plemkinjom, kćerkom svog prijatelja sir Williama Dugdalea.
Godine 1682. utemeljio je muzej pri oxfordskom sveučilištu kojem je darovao brojne stare i vrijedne rukopise.

## Djela
- Theatrum Chemicum Britannicum, 1652.
- The Way to Bliss, 1658.
- Ustanova, zakoni i obredi Reda podvezice (The Institutions, Laws, and Ceremonies of the Most Noble Order of the GarterG, 1672.